# Grabación magnética
La grabación magnética consiste en la grabación de datos en una banda magnética que crea un flujo que circula por el bobinado de la cabeza grabadora. Este flujo magnetiza la cinta en movimiento y no modifica los valores instantáneos de la señal de entrada. De este modo las señales llegan a la televisión mediante impulsos magnéticos que se traducen en intensidades luminosas.
La televisión basa sus principios en la transformación de estas intensidades luminosas en variaciones de tensión que permiten su modulación y radiación desde una antena transmisora. Con anterioridad a la aparición de los magnetoscopios  ya existían los magnetófonos de audio, pero la grabación de imágenes exigía soluciones de mayor complejidad. La dificultad estribaba en cómo convertir las corrientes eléctricas variables procedentes de la cámara de TV en campos magnéticos que afectasen a un material ferromagnético, dejando una huella permanente. 
La grabación magnética se efectúa en la cabeza magnética, que es un hilo conductor enrollado, en forma de bobina, a un núcleo que genera un campo magnético proporcional a la corriente aplicada al hilo. 
La grabación y la reproducción de la imagen presenta complejidades que hicieron retrasar la aparición del magnetoscopio. 
El principal problema de la grabación de vídeo estriba en el enorme ancho de banda de la propia señal de imagen. Un sistema de televisión de 625 líneas de blanco y negro ocupa un ancho de banda de 5 MHz.  El sonido requiere entre 8 y 20 kHz, según la calidad deseada. Esta enorme diferencia entre la anchura de imagen y del sonido, dificulta la grabación. A mayor velocidad de desplazamiento de la cinta, más elevadas son las frecuencias que pueden grabarse. La máxima frecuencia a registrar magnéticamente es inversamente proporcional a las dimensiones del entrehierro. Debe haber una total correspondencia en la situación de los entrehierros de las cabezas con las huellas magnéticas de la cinta, lo que obliga a regular el posicionamiento y la velocidad de las cabezas en la grabación y especialmente en la reproducción. 
Para garantizar la grabación de una señal con una anchura de banda tan amplia se hace que la cinta desfile a una elevada velocidad lineal. Para ahorrar metros de cinta, se hace girar las cabezas de grabación a la par que la cinta se desplaza longitudinalmente. Se consigue así un incremento de la velocidad relativa entre la cabeza y la cinta que facilita la grabación de las altas frecuencias y se traduce en un considerable ahorro.  Para regular el posicionamiento de las cabezas respecto a las huellas magnéticas grabadas y su velocidad de giro, se incorporan, durante el proceso de grabación unos sincronismos grabados con una cabeza independiente, sobre una pista longitudinal en la cinta de vídeo. Estos impulsos de sincronismo son leídos durante la reproducción, para situar correctamente la cabeza lectora con las huellas magnéticas grabadas en cinta. Los sincronismos gobiernan la velocidad de los motores de arrastre de la cinta, así como el giro del cabezal magnético. 
La señal de crominancia se sitúa en la parte superior del espectro de frecuencias y los magnetoscopios domésticos o industriales no podrían tratarla si no fuese por la incorporación de unos circuitos de tratamiento de señal, cuya misión es la de trasladar la seña de crominancia a una banda de frecuencia más baja. 
Los problemas tecnológicos que retrasaron la aparición de los grabadores de imágenes fueron resueltos en el año 1956, cuando salió el primer magnetoscopio profesional, de la firma Ampex: CUÁDRUPLEX. Éste poseía calidad de radiodifusión (broadcast) y sistema de grabación transversal. Los magnetoscópios de grabación transversal presentaban problemas relacionados con el excesivo ancho de cinta, la imposibilidad de congelar y ralentizar la imagen, la existencia de una única pista de audio, el complejo sistema de lectura aumentaba el tamaño de los equipos. 
El formato cuádruplex desapareció aunque se mantuvo en la mayor parte de empresas teledifusivas hasta la década de los 80.

## Grabación helicoidal
El excesivo tamaño y el precio de los primeros magnetoscopios restringían su uso por las cadenas de televisión.
En la década de los 70 aparecieron muchos modelos de magnetoscopios. La mayoría hacía uso  de la grabación helicoidal. 
En el sistema de grabación helicoidal, la cinta envuelve el tambor (adoptando forma de hélice). En el tambor se hallan dispuestas las cabezas de grabación / reproducción, sobresaliendo ligeramente a través de una hendidura. Las cabezas del tambor exploran la cinta de forma oblicua dando lugar a una disposición también oblicua de las pistas magnéticas grabadas. La variante más extendida es la disposición de 2 cabezas diametralmente opuestas en el tambor portacabezas. Cada cabeza graba una pista inclinada y paralela respecto a la precedente. En cada una de las pistas se inscribe la información correspondiente a un campo de televisión, es decir, la información de 312’5 líneas. La velocidad de giro de un tambor de 2 cabezas es de 25 revoluciones por segundo, grabando 50 x segundo. 
La grabación de un campo de imagen por línea hace posible la ralentización y la congelación de la imagen. Para ello, la cinta se ralentiza o se detiene mientras giran las cabezas lectoras. La disposición oblicua de las pistas contribuye a un mayor aprovechamiento de la superficie de la cinta que permite reducir su anchura.  Como en el sistema transversal, se precisa para la reproducción de una cabeza que graba los impulsos de sincronismo, que gobernarán la velocidad de paso de la cinta y su alineamiento respecto al tambor de grabación. Los impulsos de sincronismo van dispuestos en una pista longitudinal. Los sistemas helicoidales incorporan más de una pista de audio y abarcan desde la calidad profesional hasta las necesidades domésticas. 

## Grabación Azimutal
Los magnetoscopios cuádruplex  y buena parte de la gama profesional de los grabadores de vídeo de exploración helicoidal, dejan un espacio en blanco entre línea y línea de imagen. Este espacio no grabado es la banda de seguridad y su función es la de evitar la diafonía o lectura por la cabeza reproductora de la pista que le corresponde, así como de parte de las pistas adyacentes, lo que alteraría la señal de salida. 
Los magnetoscopios domésticos eliminan la banda de seguridad para obtener mayor densidad de grabación y una elevada rentabilidad de cinta. La diafonía se evita mediante este tipo de grabación.
Los entrehierros de las cabezas se colocan con un ángulo diferente de inclinación, en el sentido inverso. Así se suprimen las interferencias de lectura entre pistas adyacentes. 
Mientras una cabeza lee el campo que le corresponde, situada perpendicularmente a la pista, y obteniendo la máxima amplitud de la señal registrada, las pistas adyacentes a la pista objeto de lectura se encuentran con una angulación opuesta a la cabeza, lo que imposibilita que la cabeza pueda leerla. Como el ángulo azimut es diferente para cada formato, se introduce un nuevo elemento de incompatibilidad.